# بوند إنلات
بوند إنلات هي بلدة تقع في منطقة قيكيقتالوك في ولاية نونافوت،كندا.